# André Glucksmann
André Glucksmann (Boulogne-Billancourt, 19 de junio de 1937-París, 10 de noviembre de 2015) fue un filósofo y ensayista francés de origen judío asquenazí, miembro de la Academia Europea de Ciencias y Artes.

## Biografía
Realiza estudios en Lyon, después en la Escuela Normal de letras y ciencias de Saint-Cloud. De formación filosófica, ingresa en el CNRS como especialista en guerra, disuasión y estrategia nuclear, trabajando bajo la dirección de Raymond Aron.
En 1968, publica su primer libro, Le Discours de la Guerre («Discurso de la guerra»), participa en los sucesos de mayo de 1968 como militante maoísta, y, en los años 1970, milita en favor de los resistentes a la opresión soviética.
En los primeros años del decenio de 1970 forma el grupo de los Nuevos Filósofos, una generación de filósofos franceses que rompe con el marxismo, y que ha incluido a Pascal Bruckner, Bernard-Henri Lévy, Jean-Marie Benoist, Christian Jambet, Guy Lardreau, Claude Gandelman, Jean-Paul Dollé y Gilles Susong. Dicha generación ha criticado a Jean-Paul Sartre y el postestructuralismo, así como la filosofía de Friedrich Nietzsche y la de Martin Heidegger.
En 1972, califica a Francia de dictadura «fascista» en un artículo publicado en la revista Les Temps Modernes y sueña con la agitación de Europa entera, desde Lisboa a Moscú.
En 1975, publica La cocinera y el devorador de hombres, reflexiones sobre el Estado, el marxismo y los campos de concentración, donde establece un paralelismo entre el nazismo y el comunismo. Su libro Los maestros pensadores, aparecido en 1977 y con gran éxito editorial, suscita numerosas reacciones en toda Europa.
Desde hace años Glucksmann lucha contra el nihilismo de los fundamentalistas, enemigo externo de las democracias, y contra la debilidad y la indiferencia, enemigo interno.
Durante los años 1980 publica numerosas obras y cubre para la prensa francesa la caída del muro de Berlín. En términos generales, justifica las posiciones de los Estados Unidos e Israel en materia de política externa, en especial en relación con el conflicto de Irak. En 2003, en el periódico Le Monde, fustiga el camp de la paix (el ámbito que se opone a la intervención militar), y subraya que Saddam Hussein poseía armas de destrucción masiva. También en esa época participa en la creación del think tank llamado Cercle de l'Oratoire, y en la revista Le Meilleur des Mondes («El mejor de los mundos»).
André Glucksmann es también conocido por apoyar la intervención de la OTAN en Serbia, junto a otros intelectuales como Bernard-Henri Lévy, en 1999. Se manifestó también a favor de la causa chechena (en Chechenia permaneció un mes) y denunció la actitud complaciente de los países occidentales hacia la política de Vladímir Putin.
En 2007 otorga su apoyo a la elección del candidato presidencial Nicolas Sarkozy a través de la Unión por un Movimiento Popular. En el diario Le Monde del 30 de enero de 2007 el filósofo estima que el candidato de la UMP fue el «único candidato comprometido con los pasos de la Francia del corazón», la que ayuda a «los balseros vietnamitas que huyen del comunismo, a los sindicalistas encarcelados de Solidarność, (...) los disidentes rusos, bosnios, kosovares, chechenos». En la misma tribuna «rechaza recriminar» a Ségolène Royal, candidata a la que «respeta», pero critica a una izquierda «que se cree moralmente infalible» pero que renuncia, según él, al combate ideológico y a la solidaridad internacional. Pese a todo, en un importante mitin de Nicolás Sarkozy en París Bercy, ataca con virulencia a Ségolène Royal a causa de su complacencia con los dirigentes chinos en materia de derechos humanos. Si bien no muy de acuerdo con las concepciones sociales de Sarkozy, ha afirmado que el candidato de la UMP ha sido el más comprometido contra el totalitarismo, cuestión prioritaria del filósofo.
Una réplica publicada en el mismo diario por Jean-Marie Laclavetine el 5 de febrero pone en duda la credibilidad de Glucksmann, recordando su apoyo a la causa maoísta-estalinista, más de treinta años atrás.
En agosto de 2008 firmó una carta abierta junto con Václav Havel, Desmond Tutu y Wei Jingsheng reclamando a las autoridades chinas respetar los derechos humanos tanto durante los Juegos Olímpicos de Pekín como después. También fue uno de los firmantes de la Declaración de Praga sobre Conciencia Europea y Comunismo, publicada en 2008.

## Obra
- Une rage d'enfant (2006)
- Le Discours de la haine (octubre de 2004)
- Ouest contre Ouest (agosto de 2003)
- Descartes c'est la France (octubre de 1987)
- Dostoïevski à Manhattan (enero de 2002)
- La Troisième Mort de Dieu (marzo de 2000)
- Cynisme et passion (enero de 1999)
- Le Bien et le mal (septiembre de 1997)
- De Gaulle où es-tu ? (marzo de 1995)
- La Fêlure du monde (diciembre de 1993)
- Le XIe commandement (enero de 1992)
- Silence, on tue (octubre de 1986) con Thierry Wolton
- L'Esprit post-totalitaire, precedido de Devant le bien et le mal (mayo de 1986) con Petr Fidelus
- La Bêtise (marzo de 1985)
- La Force du vertige (noviembre de 1983)
- Cynisme et passion (octubre de 1981)
- Les Maîtres penseurs (marzo de 1977)
- La Cuisinière et le Mangeur d'Hommes, réflexions sur L'état, le marxisme et les camps de concentration (1975)
- Discours de la guerre, théorie et stratégie (1967)
- Urgence Darfour, Morad El Hattab (dirección) con André Glucksmann, Bernard Kouchner, Bernard-Henri Lévy, Jaques Julliard, Gérard Prunier, Jacky Mamou, Richard Rossin, Philippe Val, Des idées et des hommes, 2007.

### Ediciones en español
- Glucksmann, André; Wolton, Thierry (1987). Silencio, se mata. Alianza Editorial. ISBN 978-84-206-9565-5.
- Glucksmann, André (1971). Althusser: un estructuralismo ventrílocuo. Editorial Anagrama. ISBN 978-84-339-0315-0.
- Cinismo y pasión. Editorial Anagrama. 1982. ISBN 978-84-339-0066-1.
- La cocinera y el devorador de hombres. Madrágora. 1977. ISBN 978-84-85235-19-3.
- - (1969). El discurso de la guerra. Editorial Anagrama. ISBN 978-84-339-0008-1.
- - (2005). El discurso del odio. Taurus Ediciones. ISBN 978-84-306-0584-2.
- - (2002). Dostoievski en Manhattan. Taurus Ediciones. ISBN 978-84-306-0484-5.
- - (1997). La estupidez: ideologías del postmodernismo. Ediciones Península. ISBN 978-84-8307-054-3.
- - (1995). La fisura del mundo: ética y SIDA. Edicions 62. ISBN 978-84-297-3926-8.
- - (1985). La fuerza del vértigo. Editorial Planeta. ISBN 978-84-320-0658-6.
- - (1978). Los maestros pensadores. Editorial Anagrama. ISBN 978-84-339-1412-5.
- - (2008). Mayo del 68: un alegato por la subversión permanente. Taurus Ediciones. ISBN 978-84-306-0670-2.
- - (2004). Occidente contra occidente. Taurus Ediciones. ISBN 978-84-306-0534-7.
- - (2007). Una rabieta infantil. Taurus Ediciones. ISBN 978-84-306-0633-7.
- - (2001). La tercera muerte de Dios. Editorial Kairós. ISBN 978-84-7245-496-5.
- El undécimo mandamiento: ¿es posible ser moral?. Edicions 62. 1993. ISBN 978-84-297-3584-0.
- Los dos caminos de la filosofía. Tusquets. 2010. ISBN 978-84-8383-233-2.
- Joseph Ratzinger, Andrè Glucksmann, Wael Farouq, Sari Nusseibeh, Robert Spaemann, Gustavo Bueno, Jon Juaristi, Javier Prades López, Joseph Weiler (2008). Dios salve la razón. Ediciones Encuentro. ISBN 978-84-7490-915-9.

## Artículos
- Entrevista sobre los atentados del 11 se peptiembre. Archivado el 7 de junio de 2007 en Wayback Machine. (en español)
- Sobre Chechenia, Le Monde, 21 mars 2006.(en francés)
- Un Pearl-Harbor moral, Le Monde, 12/12/1991, sobre los balcanes. (en francés)
- ¿Choque de civilizaciones? No: de filosofías Le Monde, 03/03/2006, sobre la crisis de las caricaturas de Mahoma. (en francés)
- André Glucksmann, mal abogado de una causa justaOulala.net, 15/05/2004, artículo crítico con las posiciones de Glucksmann. (en francés)
- La revista Le Meilleur des Mondes, donde Glucksmann publica sus opiniones. Archivado el 13 de octubre de 2003 en Wayback Machine. (en francés)